# Pruszcz Gdański (stacja kolejowa)
Pruszcz Gdański – stacja kolejowa w Pruszczu Gdańskim, w województwie pomorskim, w Polsce. Według klasyfikacji PKP ma kategorię dworca regionalnego. Stacja została gruntownie zmodernizowana w l. 2012–2014. Modernizacja obejmowała przebudowę układu torowego, urządzeń srk oraz peronów, które zostały wydłużone. Wykonawca został zobowiązany do pozostawienia oryginalnych wiat na peronach oraz zadaszeń zejść, nie zmieniła się także ich konstrukcja stalowa, położono natomiast nowe pokrycia oraz zadaszenie nad wejściem peronu 1, jednak te elementy nie miały nawiązywać do istniejącej architektury. Modernizacji poddano także przejście podziemne. W ramach remontu tunelu zostały wybudowane cztery windy i pochylnia. Przebudowa całej stacji kosztowała ponad 100 mln zł.
Z uwagi na bagnisty grunt w rejonie stacji, przy wytyczaniu nowej linii kolejowej do Kartuz rozpatrywano lokalizację stacji w innym miejscu. W 1927 roku na stacji sprzedano 129 313 biletów. Pociągi kursowały w kierunku Gdańska i z powrotem 18 razy na dobę. W latach 30. XX wieku w budynku dworca mieściła się ochronka (przedszkole) dla polskich dzieci.
Od 11 grudnia 2016 pociągi trójmiejskiej SKM przestały kursować na odcinku Tczew – Gdańsk Główny.
29 maja 2017 podpisano umowę o dofinansowanie budowy na stacji w Pruszczu Gdańskim węzła integracyjnego. W ramach projektu w roku 2019 powstał parking Park&Ride dla 78 samochodów osobowych i 102 rowerów (w tym 38 w tzw. klatkach) przy ulicy Dworcowej, parking na 16 samochodów przy budynku dworca, powstało 8,5 km dróg rowerowych oraz przeprowadzono remont ul. Dworcowej (2019), Dąbrowskiego i Skalskiego (realizacja w 2020) na odcinkach o łącznej długości ponad 2,6 km.
W dniach 22-26 listopada 2021 PKP SA przeprowadziły rozbiórkę dotychczasowego dworca z 1994 w celu budowy w jego miejsce nowego.
12 października 2023 otwarto nowy dworzec. Składa się on z poczekalni wyposażonej w system informacji o rozkładzie jazdy pociągów i toalet; jest dostosowany do obsługi pasażerów niepełnosprawnych. Nowa budowla ma uproszczoną geometryczną bryłę z wieżą zegarową, elewację z aluminium, szkła i cegły klinkierowej. Przylegająca do niej wiata kryje ławki i stojaki rowerowe. Na dachu znajdują się panele fotowoltaiczne, a całość objęta jest monitoringiem. Dokonano także nowej aranżacji otaczającego terenu. Koszt inwestycji – ok. 9,1 mln PLN.

## Ruch pasażerski[11]
| Rok  | Wymiana pasażerska na dobę | Miejsce w Polsce |
| ---- | -------------------------- | ---------------- |
| 2017 | 1500-2000                  | bd.              |
| 2018 | 1500-2000                  | bd.              |
| 2019 | 2000-3000                  | 147.             |
| 2020 | 1500-2000                  | 130.             |
| 2021 | 2000-3000                  | 114.             |
| 2022 | 3000-4000                  | 95.              |
| 2023 | 4000-5000                  | 78.              |